# Thomer-la-Sôgne
Thomer-la-Sôgne è un ex comune francese di 317 abitanti situato nel dipartimento dell'Eure nella regione della Normandia. Il 1º gennaio 2016 è stato assorbito nel comune di nuova costituzione di Chambois, di cui oggi costituisce frazione e comune delegato.

## Società

### Evoluzione demografica
Abitanti censiti